# Cloeon inscriptum
Cloeon inscriptum is een haft uit de familie Baetidae. De wetenschappelijke naam van de soort is voor het eerst geldig gepubliceerd in 1914 door Bengtsson.
De soort komt voor in het Palearctisch gebied.